# Guardián (DC Comics)
Guardián (cuya identidad secreta es James Jacob «Jim» Harper) es el nombre de un supérheroe ficticio, creado para la editorial DC Comics; fue creado por Jack Kirby y Joe Simon. Apareció por primera vez en la revista de historietas de DC, Star-Spangled Comics #7 (abril de 1942). Guardián se asemeja a la creación que Kirby y Simon idearon para el Capitán América que había sido publicado por primera vez en marzo de 1941 por la entonces editorial Timely Comics, hoy Marvel Comics, con la diferencia de que no tiene superpoderes como el Capitán Améroca, pero que lo compensa con el uso de una exoarmadura que le otorga las mismas habilidades y comparten portar un escudo indestructible.
En la serie de Arrowverso Supergirl, James Olsen, interpretado por Mehcad Brooks, se convirtió en el superhéroe Guardián. Sin embargo, James Harper apareció en la primera temporada como un coronel de la marina interpretado por Eddie McClintock.

## Biografía ficticia
Jim Harper, es un oficial de policía de la ciudad de Metrópolis, que ha estado operando en las calles de un barrio bajo denominado Suicide Slum, donde se convirtió en vigilante para atrapar ladrones que la ley no podía procesar, describiéndose a sí mismo como un protector de la sociedad y caza-delincuentes. Fue entrenado para luchar contra el crimen por el exboxeador Joe Morgan (el mismo hombre que entrenó a otros héroes como a Wildcat (Ted Grant) y al primer Atom). Fue ayudado por un grupo de chicos conocidos como la Legión de Vendedores de Periódicos, con quienes era literalmente, su tutor, después de haber ofrecido cuidarlos en lugar de permitirles que fueran enviados a un correccional de menores, y lo hizo con el argumento de que eran básicamente unos buenos chicos que sólo necesitaban una oportunidad, ya que con anterioridad vagaban en las calles, ya que eran huérfanos sin hogar. La Legión creció hasta convertirse en los jefes del Proyecto Cadmus, que posteriormente le salvarían la vida a Harper, transfiriendole su mente así como su edad, a un nuevo cuerpo más joven, al cambiar el deteriorado, cuerpo y ya moribundo a un clon más joven de sí mismo.
Más tarde, se reveló que Jim Harper era el tío abuelo de Roy Harper, más conocido como el primer Speedy quien se había convertido en el pupilo de Flecha Verde bajo el y actualmente conocido como Arsenal.
Entre otros familiares, se destaca su sobrina Roberta «Famous Bobby» Harper, quien fue brevemente un miembro de la segunda encarnación de la Legión de Vendedores de Periódicos y Jamie Harper, una sobrina-nieta afroamericana que trabajaba en Ciudad Gótica para el Departamento de Policía. Trabajó a contacto personal con Robin (Tim Drake) en el GCPD, similar a una función que tuvo el Comisionado James Gordon, con Batman. Después de ayudar a Robin y a Jason Bard al llevar a dos policías corruptos ante la GCPD, Jamie Harper fue promovida a Detective Especialista y desde entonces había sido transferida a la División Científica de la Policía de Metrópolis.

### Guardián Dorado
En la serie Superman Pal' Jimmy Olsen #135 (enero de 1971), Jack Kirby había reintroducido los muchachos de la Legión de Vendedores de Periódicos como personajes secundarios, relacionados con los proyectos genéticos secretos en la investigación del ADN Metahumano (más adelante más conocido como el Proyecto Cadmus ), como un laboratorio de investigación. Uno de los experimentos del proyecto, fue un clon del fallecido Jim Harper, que asumió el papel de su antecesor, y quien se convirtió en Jefe de Seguridad del Proyecto como Guardián Dorado.

### Post Crisis
En la versión Post-Crisis, este personaje era conocido simplemente como Guardián. Harper se mantuvo como jefe de seguridad del Proyecto Cadmus, incluso después de que la antigua Legión de Vendedores de Periódicos ya no se encontraban a cargo. Con el tiempo, él también falleció, por lo que otro clon fue creado para sustituirle y rápidamente y envejecería hasta madurar a la edad adulta, conservando todos los recuerdos de su predecesor. Este guardián desapareció junto con el resto de Cadmus después de un altercado con Amanda Waller y el presidente Lex Luthor, del cuyal, se desconoce su paradero.

## Post-Crisis Infinita
Después de la Crisis Infinita, el origen del clon de Guardián se hizo retroactivo. Así como Dubbilex le explicó a Jimmy Olsen, Jim Harper no murió en el cumplimiento del deber, pero había muerto por cumplir su principal papel como jefe de seguridad de Cadmus, ya que fue asesinado por el supervillano Codename: Assassin, al descubrir un clon de Jim recién creado.
También se reveló que el clon de Guardián original había dejado Cadmus desde el principio, y ahora vivía en la ciudad de Warpath cerca a la frontera mexicana, donde colaboró con el sheriff Greg Saunders, alias Vigilante. Apariciones posteriores de Guardián resultaron siendo con una serie de nuevos clones, cada uno de los cuales murió alrededor de un año.
El clon original de Guardián había decidido mudarse a Metrópolis con Gwen, su hija adoptiva (de hecho, un clon femenino adolescente de sí mismo que rescató de Cadmus), durante los acontecimientos de New Krypton.
El equipo de la Policía Científica liderado por Dubarry y Daniels, junto con varios guardias de la prisión, fueron asesinados durante los eventos de New Krypton, cuando un equipo de Kandor\kandorianos liderado por el comandante Kriptoniano Gor, asaltaron la Isla Stryker exigiendo la custodia del villano conocido como Parásito. Rachel, del Control de la Policía Científica, y tutor encargado para actuar como enlace entre el Departamento de Policía de Metrópolis y de una coalición de superhéroes, buscaban poder traer a la justicia a unos policías corruptos del mismo departamento de la Policía Científica, junto a los guardias de prisión. Después de que los kandorianos dejaran la Tierra, Guardián fue nombrado Comandante y Jefe de la Policía Científica, en reemplazó a Dubarry y a Daniels, debido en parte a sus recuerdos del Jim Harper original como oficial de policía y como el superhéroe Guardián. Se le preguntó a Superman para que este pudiera ayudar a Mon-El, este mismo, le ofreció un trabajo con la Policía Científica y la tutoría en la formación como héroe.
Los números recientes de Detective Comics publicados durante los acontecimientos de un año después, revelan que Harper tiene una sobrina nieta, Jamie, una antigua detective del Departamento de Policía de Gotham City y un exasociada de Robin (Tim Drake).
Guardián más tarde viajaría a la Atalaya de la Liga de la Justicia a advertirle a la Liga de la Justicia sobre un problema, después de que encontrase un dispositivo de teletransporte en Metrópolis. Mientras que en la Atalaya, los héroes eran atacados por Prometeo, que este se encarga de cegar a Guardián. A raíz del ataque, Guardián y Mon-El son reclutados por Kimiyo Hoshi para unirse a una nueva encarnación de la Liga de la Justicia. En su primera y única misión con el equipo, Guardián ayuda en batalla a derrotar a la banda de criminales liderada por el Doctor Impossible. Por tan sólo tres ediciones, Guardián fue escrito como historia suplementaria en la misma historieta de la Liga de la Justicia por el escritor James Robinson, deseando trabajar con un elenco más pequeño.
Tras los acontecimientos de la Guerra de los Superhombres (2010), Harper abandona su papel como guardián y toma a Jamie (ahora embarazada de Mon-El) con rumbo desconocido.

## Otras versiones deGuardián

### Mal Duncan
En la Pre-Crisis, Teen Titans #44 (noviembre de 1976), el Titan conocido como Mal Duncan, tomó por un tiempo el manto como Guardián, vistiendo el traje del original que poseía una armadura exoesquelética, que le permitía aumentar sus habilidades, tales como darle una inconmensurable fuerza sobrehumana. Los dos guardianes, finalmente se reunieron en los números del cómic Superman's Family #191-193 (septiembre de 1978 hasta febrero de 1979), cuando Mal ayudó rescatar a un clon Harper, llamado «Ádam», un clon maligno creado con material genético entre Harper y Dubbilex, que habían tomado el control del Proyecto ADN.
La Crisis en Tierras Infinitas eliminó su rol temporal de Duncan como Guardián, aunque sí aparecería brevemente en su traje de Guardián durante la propia crisis.

### Jake Jordan
En 2005, la serie del escritor escocés Grant Morrison en la maxiserie Siete Soldados introdujo un nuevo personaje basado en El Guardián original, llamado Jake Jordan, el cual es conocido como Guardián de Manhattan. A diferencia de Jim Harper, este era de ascendencia afroamericana, pero en la maxiserie compartía el hecho de ser ayudado por una versión del Legión de Vendedores de Periódicos.

### La versión de la novela gráfica de Batman:The Dark Knight Strikes Again
En la novela gráfica de Frank Miller de Batman: The Dark Knight Strikes Again, Guardián es uno de los superhéroes que murieron a mano de Dick Grayson. Se había dado a entender que tenía una hija con Lois Lane llamada Lana Harper-Lane, una reportera de televisión.

### DC 1'000.000
El escudo de oro de Guardián sobrevivió al futuro alternativo del Universo DC en el siglo 853, y lo conserva el Batman de esa línea de tiempo.

## Poderes y habilidades
Guardián posee habilidades en combate excepcional y habilidades tácticas. Fue entrenado en muchas formas de lucha, destacándose en gimnasia, pensamiento rápido y deducción. Sus únicas armas son su casco de oro y un característico escudo. Guardián a menudo utiliza una motocicleta personalizada equipada con piloto automático y un conjunto de cámaras de vídeo que puede filmar en varios ángulos y grabar en DVD. Además, en la armadura, poseía un traje exoesquelético, que le permitía adquirir habilidades sobrehumanas.
A diferencia de Jim harper original sin poderes pero dotado de una poderosa armadura exoesquelética, los clones de Harper si poseían algunas habilidades metahumanas, como por ejemplo superfuerza, reflejos aumentados y un factor de curación acelerada. Como agente de Cadmus, Jim Harper también tiene acceso al vehículo Wonder Whiz Wagon. Los Hairies (una tribu super-avanzada de tecno-magos, creaciones genéticas de Donovan, quien dejó Cadmus) construyeron el vehículo Wonder Whiz Wagon para que manejara todas las situaciones. Se puede adaptar a cualquier tipo de terreno, volar e incluso ir bajo el agua. El vehículo puede ser controlado a distancia o pre-programado y está equipado con un conjunto de poderosas armas y diversos aparatos.

## Adaptación en otros medios

### Televisión
- Una versión adolescente de Guardián aparece como un supervillano bajo el nombre de Private H.I.V.E. en la serie animada de Jóvenes Titanes con la voz de Greg Cipes. Como su nombre lo indica, es un estudiante de la Academia H.I.V.E. (a diferencia de Cadmus) y es miembro de la versión del programa de Fearsome Five. El soldado H.I.V.E. posee un disfraz y un escudo idénticos al de Guardián, aunque con una cresta H.I.V.E. ubicada en su pecho, cinturón y el centro del escudo. Al igual que Guardián, Private H.I.V.E. es extremadamente disciplinado y militarista, a menudo termina las oraciones con la palabra «Sir».
- Guardián aparece en Justicia Joven con la voz de Crispin Freeman.[16] En el episodio de dos partes «Día de la Independencia», se le muestra como miembro del Proyecto Cadmus, pero Aqualad menciona que también es un superhéroe conocido. Guardián termina luchando contra Robin, Aqualad y Kid Flash en los subniveles del Edificio Cadmus cuando uno de los gnomos genéticos de Dubbilex lo controla mentalmente por orden de Mark Desmond. Estaba con Desmond y Dubbilex cuando acorralaron a Robin, Aqualad y Kid Flash en la habitación donde Superboy estaba siendo retenido. Cuando Robin, Aqualad, Kid Flash y Superboy terminan cerca del piso principal del edificio Cadmus, Dubbilex hace que Gene-gnome elimine su control sobre Guardián, quien luego promete lidiar con Desmond solo para que Mark llegue y beba una fórmula que se convierte. él en Blockbuster y derriba a Guardián. Después de que Blockbuster es derrotado por Robin, Aqualad, Kid Flash y Superboy y luego se lo llevan algunos de los miembros de la Liga de la Justicia, Guardián se hace cargo del Edificio Cadmus y planea convertirlo en una versión más suave de Cadmus junto con Dubbilex y la Doctora Amanda Spence. En el episodio «Agendas», se le pregunta sobre su parecido con Red Arrow (Roy Harper) a lo que Guardián afirma que era el tío de Red Arrow. Después de que se revela que Red Arrow es un clon de Roy Harper, y que el Roy original había sido capturado hace años como se ve en «Auld Acquaintances», Batman menciona que Guardián está rastreando el original. Desafortunadamente para la Liga de la Justicia, Light comprometió a Guardián y los otros miembros del Proyecto Cadmus para robar su almacén de clones, incluido el Roy Harper original, congelado criogénicamente y sin un brazo. Entre las temporadas uno y dos, Red Arrow se entera de que Jim también es un clon de Roy Harper. En el episodio «Salvage», Guardián acompaña a Green Arrow, Canario Negro, Nightwing y Kid Flash en una intervención para Red Arrow (que todavía está buscando al Speedy original). Jim (clon) le dice a Roy (clon) que la política de Cadmus era destruir el material original y que tiene que honrar al Roy original. El clon de Roy se niega y continúa buscando a Speedy (el Roy Harper original). Guardián incluso admite que no está seguro de quién era su identidad de Jim Harper. En el episodio «Acorralado», Mal Duncan asume oficialmente el cargo de nuevo Guardián después de encontrar el disfraz y el escudo de Jim Harper en el Salón de la Justicia durante un ataque. En Young Justice: Outsiders, Nightwing llama a Jim, el Roy original y Red Arrow, quien ahora se hace llamar Will para que le ayuden a liberar a los metahumanos. Se muestra que cada Harper tiene una personalidad única, pero luchan bien juntos, incluso parecen considerarse como una familia.
- James Harper aparece en el episodio de Supergirl «Manhunter», interpretado por Eddie McClintock. En este episodio, Harper es un coronel de la Infantería de Marina de los Estados Unidos y llega con Lucy Lane para investigar la desaparición de Hank Henshaw y su posterior reemplazo por el Detective Marciano. Harper intenta llevarse tanto al Detective Marciano como a Alex Danvers (agente de DEO y hermana adoptiva de Supergirl) para experimentar en Proyecto Cadmus solo para ser frustrado por Supergirl y Lucy Lane. Al final del episodio, Detective Marciano borra los recuerdos de Harper del evento y se entera de que el padre de Alex también está en el Proyecto Cadmus.[17]
  - El productor ejecutivo Andrew Kreisberg anunció que James Olsen (Mehcad Brooks) se convertiría en Guardián en la temporada 2.[18] En el episodio de Supergirl «Changing», después de que Olsen ayudara a luchar contra Parásito mientras usa un traje especialmente diseñado y empuña el escudo creado para él para que pudiera ser un héroe, revela Guardián como su nombre en clave elegido. Más tarde, un justiciero utiliza a Guardián como chivo expiatorio para matar a los asesinos, dejando de lado los tecnicismos; sin embargo, James logra que arresten al impostor.
  - Una segunda versión alternativa de Guardián de James Olsen aparece en «Crisis on Earth-X, Part 1»;[19] El Guardián de la Tierra-X es miembro de los Combatientes de la Libertad y usa un disfraz con el patrón de la bandera estadounidense. Tiene la tarea de proteger una entrada temporal de los Nuevos Reichsmen, pero es asesinado por el Führer nazi de Tierra-X Oliver Queen.

### Película
En El hombre de acero (2013), el Coronel Nathan Hardy (interpretado por Christopher Meloni) de la USAF usa el nombre en clave «Guardián». Él ayuda a Kal-El a luchar contra los villanos kryptonianos de Faora-Ul en Smallville ganándose el respeto mutuo de ambos lados. Durante el ataque del Black Zero a Metrópolis, junto con Lois Lane y Emil Hamilton, hicieron ingeniería inversa al cohete de Kal en un Phantom-Drive, enviando a las fuerzas del General Zod de regreso a la Zona Fantasma. Tras la colisión, la explosión succiona a Black Zero, Faora, Hardy y Hamilton a la Zona y envía a Lois fuera del Helicóptero.

### Serie web
Guardian (Mal Duncan) aparece en DC Super Hero Girls. Es visto como uno de los estudiantes de fondo de Super Hero High.

## Curiosidades
- El Capitán América es su contrapartida en el Universo Marvel, ya que fue creado por los mismos autores.